# Александер (Нью-Йорк)
Александер (англ. Alexander) — місто (англ. town) в США, в окрузі Дженесі штату Нью-Йорк. Населення — 2491 особа (2020).

## Демографія
Згідно з переписом 2010 року, у місті мешкали 2534 особи в 939 домогосподарствах у складі 693 родин. Було 1005 помешкань
Расовий склад населення:
| - 97,3 % — білих - 0,4 % — чорних або афроамериканців - 0,3 % — азіатів - 0,1 % — корінних американців |

До двох чи більше рас належало 1,1 %. Частка іспаномовних становила 1,5 % від усіх жителів.
За віковим діапазоном населення розподілялося таким чином: 26,3 % — особи молодші 18 років, 59,4 % — особи у віці 18—64 років, 14,3 % — особи у віці 65 років та старші. Медіана віку мешканця становила 40,9 року. На 100 осіб жіночої статі у місті припадало 97,2 чоловіків;  на 100 жінок у віці від 18 років та старших — 95,7 чоловіків також старших 18 років.
Середній дохід на одне домашнє господарство  становив 73 682 долари США (медіана — 60 188), а середній дохід на одну сім'ю — 82 346 доларів (медіана — 66 208). Медіана доходів становила 53 654 долари для чоловіків та 40 063 долари для жінок. За межею бідності перебувало 12,6 % осіб, у тому числі 18,6 % дітей у віці до 18 років та 7,2 % осіб у віці 65 років та старших.
Цивільне працевлаштоване населення становило 1334 особи. Основні галузі зайнятості: освіта, охорона здоров'я та соціальна допомога — 22,8 %, роздрібна торгівля — 12,2 %, виробництво — 11,5 %.